# Craggie

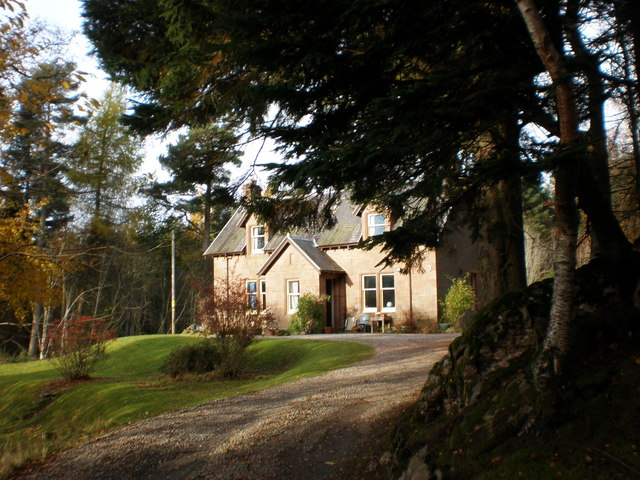
Bahnhofsgebäude von Craggiemore

Craggie ist eine Ortschaft, die südöstlich von Inverness in der Region Highland im Norden von Schottland liegt. Im Rahmen der historischen Gliederung Schottlands in Civil Parishes zählt Craggie zu Daviot and Dunlichity, das zu Inverness-shire gehörte.
Craggie liegt am Craggie Burn, der etwa einen Kilometer weiter westlich, gegenüber von Daviot in den Nairn mündet. Die Umgebung ist ländlich geprägt und hat zahlreiche Wälder, der Ort selbst weist keine hervorgehobene Bedeutung auf. Neben dem eigentlichen Craggie zählen noch Easter Craggie und Craggiemore hinzu. Verkehrstechnisch zu erreichen ist Craggie über die, von Dalmagarry nach Daviot führende B 9154. Bei Craggiemore stand der Bahnhof von Daviot an der Highland Main Line.